# Руско примирје
„Руско примирје” је југословенски ТВ филм из 1994. године. Режирао га је Давор Марјановић који је написао и сценарио.

## Улоге
| Глумац          | Улога |
| --------------- | ----- |
| Сенад Башић     |       |
| Зоран Бечић     |       |
| Гордана Бобан   |       |
| Катарина Дорић  |       |
| Владо Јокановић |       |
| Драган Јовичић  |       |
| Бранко Личен    |       |
| Жан Маролт      |       |
| Јосипа Мауер    |       |
| Емина Муфтић    |       |
| Небојша Вељовић |       |